# Paul George
Paul George (Palmdale, Kalifornija, 2. svibnja 1990.) američki je profesionalni košarkaš. Igra na poziciji niskog krila, a može igrati i bek šutera. Trenutačno je član NBA momčadi Philadelphia 76ers. Izabran je u 1. krugu (10. ukupno) NBA drafta 2010. od strane Indiana Pacersa.

## Vanjske poveznice
- Profil na NBA Draft.net
- Profil na ESPN.com